# Конституція СРСР 1977 року

Конституція СРСР 1977 року — третя і остання Конституція Союзу РСР, ухвалена 7 жовтня 1977 року Верховною Радою СРСР на заміну попередньої Конституції СРСР 1936 року. Також відома під назвами «Брежнєвська конституція», оскільки була ухвалена під час правління Леоніда Брежнєва, та «конституція розвиненого соціалізму», оскільки у преамбулі саме так визначала тодішній стан розвитку радянського суспільства. Процес розробки Конституції тривав з 1964 до 1977 року. На основі цієї Конституції були прийняті нові конституції союзних республік, зокрема Конституція Української РСР 1978 року.

## Історія

### Проєкт 1964 року: Хрущовська конституція
На початку 1962 року робоча група під керівництвом Ільїчова Л. Ф. підготувала пропозиції щодо розробки Конституції СРСР, її структури та змісту.
25 квітня 1962 року Верховна Рада СРСР ухвалила рішення виробити проєкт нової Конституції СРСР і створила Конституційну комісію в складі 97 осіб. Головою Конституційної комісії був призначений Микита Хрущов.
15 червня 1962 року на засіданні Конституційної комісії були обговорені основні завдання з підготовки проєкту нової Конституції та утворено 9 підкомісій.
Впродовж дворічної роботи комісії було внесено ряд змістовних пропозицій, спрямованих на розвиток демократичних засад у політичному житті країни. У проєкті називались нові громадсько-політичні інститути та інструменти впливу: система народного контролю, звітність державних діячів перед населенням, всенародне обговорення найважливіших законопроєктів, галузеві наради трудящих та ін. Передбачалась ротація депутатського корпусу, регламентація діяльності сесій. Проєкт надавав союзним республікам право налагоджувати не лише економічні і культурні, а й дипломатичні стосунки із зарубіжними країнами, мати республіканські військові формування. У нову Конституцію мали ввійти статті про особисту власність громадян та особисте підсобне господарство колгоспників, про дрібне приватне господарство. Проте консервативні тенденції взяли гору. У проєкті домінуючим залишалося положення про керівну і спрямовуючу роль КПРС і зростання її ролі в ході будівництва комунізму; про марксизм-ленінізм як ідеологічну основу суспільного і державного ладу СРСР та ін.
У серпні 1964 року Конституційна комісія завершила розробку проєкту Конституції СРСР і пояснювальної записки до нього. Цей проєкт містив 8 розділів, 27 глав та 276 статей. Однак через відставку Хрущова, що відбулася у жовтні 1964 року, цей проєкт, що отримав назву «Хрущовської конституції», так і не був схвалений.

### Проєкт 1968 року
11 грудня 1964 року головою Конституційної комісії став Л. І. Брежнєв.
19 грудня 1966 року, відповідно до постанови Верховної Ради, до складу Конституційної комісії увійшли 33 нових депутати замість вибулих.
У червні–вересні 1968 року робоча група під керівництвом О. М. Яковлєва підготувала новий варіант нової Конституції, що складався з 10 розділів та 33 глав. Текст цього проєкта був направлений Леоніду Брежнєву, однак через відсутність єдності у поглядах керівництва СРСР щодо цих матеріалів цей проєкт не набув розвитку.

### Проєкти змін до діючої Конституції (1969—1972)
У травні–червні 1969 року робоча група під керівництвом О. М. Яковлєва замість повністю нового проєкта Конституції підготувала проєкт змін до діючої Конституції СРСР 1936 року, однак 19 червня Політбюро ЦК КПРС вирішило утриматися від прийняття цього документа.
У лютому–березні 1972 року робоча група запропонувала ще один проєкт змін до діючої Конституції, однак і цей проєкт не було схвалено.

### Проєкт 1973 року
8 лютого 1973 року Політбюро ЦК КПРС виришіло продовжити роботу над новою Конституцією і доручило очолити робочу групу Б. М. Пономарьову. У квітні–жовтні робоча група підготувала новий проєкт, після чого до квітня 1974 року цей проєкт неодноразово обговорювався і уточнювався.
На XXV зʼїзді КПРС, що пройшов на початку 1976 року, Леонід Брежнєв побіжно згадав процес роботи над новою Конституцією і повідомив, що у проєкті планується врахувати особливості розвиненого соціалістичного суспільства і його політичної організації, детально викласти принципи керівництва народним господарством та ролі держави у духовному житті суспільства, а також що проєкт планується винести на всенародне обговорення.
22–23 березня 1977 робоча група доробила і уточнила попередній проєкт, підготований у 1973 році, за результатами матеріалів XXV зʼїзду КПРС.

### Остаточний варіант, всенародне обговорення і схвалення (1977)
4–13 травня 1977 року новий склад робочої групи під керівництвом Б. М. Пономарьова підготував новий варіант проєкта Конституції СРСР, враховуючи зауваження, що надійшли від членів Політбюро ЦК КПРС. Цей новий варіант значно відрізнявся від проєкта 1973 року.
27 травня 1977 року Президія Верховної Ради СРСР схвалила в цілому проєкт Конституції і за рекомендацією Конституційної комісії та Політбюро ЦК КПРС винесла цей проєкт на всенародне обговорення.
З 4 червня до 1 жовтня 1977 року пройшло всенародне обговорення проєкта Конституції, у якому за офіційними даними взяли участь більше 140 млн жителів СРСР (більше ніж 80% дорослого населення).
22 вересня 1977 року Політбюро ЦК КПРС схвалило уточнений текст проєкту Конституції.
30 вересня 1977 року Президія Верховної Ради СРСР схвалила проєкт Конституції.
3 жовтня 1977 року ЦК КПРС схвалив проєкт Конституції.
4–6 жовтня 1977 року відбулося слухання Конституції на засіданнях палат Верховної Ради СРСР.
6 жовтня 1977 року Редакційна комісія внесла незначні правки до Конституції та запропонувала її остаточну редакцію для схвалення Верховною Радою.
7 жовтня 1977 року відбулося заключне спільне засідання палат Верховної Ради СРСР, де спочатку за розділами, а потім і в цілому, Конституція була прийнята. У той же день Верховна Рада СРСР роздільним голосуванням по палатах прийняла Декларацію Верховної Ради СРСР про прийняття і оголошення Конституції (Основного Закону) СРСР, Закон СРСР про оголошення дня прийняття Конституції (Основного Закону) СРСР всенародним святом і Закон СРСР про порядок введення в дію Конституції (Основного Закону) СРСР.
8 жовтня нова Конституція СРСР була опублікована у всіх газетах країни.

## Структура Конституції
Прийнята в 1977 році конституція містила 9 розділів, 21 главу і 174 статті.

Структура Конституції на момент прийняття (7 жовтня 1977 року):
- Преамбула
- Розділ 1.  Основи суспільного ладу і політики СРСР:

Глава 1. Політична система
Глава 2. Економічна система
Глава 3. Соціальний розвиток і культура
Глава 4. Зовнішня політика
Глава 5. Захист соціалістичної Вітчизни
- Розділ 2.  Держава та особистість

Глава 6. Громадянство СРСР. Рівноправність громадян
Глава 7. Основні права, свободи і обов'язки громадян СРСР
- Розділ 3.  Національно-державний устрій СРСР:

Глава 8. СРСР — союзна держава
Глава 9. Союзна Радянська Соціалістична Республіка
Глава 10. Автономна Радянська Соціалістична Республіка
Глава 11. Автономна область і автономний округ
- Розділ 4.  Ради народних депутатів і порядок їх обрання:

Глава 12. Система і принципи діяльності Рад народних депутатів
Глава 13. Виборча система
Глава 14. Народний депутат
- Розділ 5.  Вищі органи державної влади та управління СРСР:

Глава 15. Верховна Рада СРСР
Глава 16. Рада Міністрів СРСР
- Розділ 6.  Основи побудови органів державної влади та управління в союзних республіках:

Глава 17. Вищі органи державної влади і управління союзної республіки
Глава 18. Вищі органи державної влади та управління автономної республіки
Глава 19. Місцеві органи державної влади та управління
- Розділ 7.  Правосуддя, арбітраж і прокурорський нагляд:

Глава 20. Суд і арбітраж
Глава 21. Прокуратура
- Розділ 8.  Герб, прапор, гімн і столиця СРСР
- Розділ 9.  Дія конституції СРСР і порядок її зміни

### Преамбула
У преамбулі Конституції в загальному вигляді був оцінений історичний шлях, пройдений радянським суспільством за 60 років після Жовтневої революції. Була дана характеристика радянського суспільства як «розвинутого соціалістичного суспільства, як закономірного етапу на шляху до комунізму». Також в преамбулі було сказано, що Конституція зберігає принципи попередніх Конституцій.
Текст преамбули в Конституції 1977 року приблизно в 20 разів більше, ніж у Конституції РФ 1993 року.[джерело?]
15 березня 1990 з преамбули було виключено згадку про те, що в процесі розвитку суспільства зросла «керівна роль Комуністичної партії — авангарду всього народу», що було пов'язано з легалізацією багатопартійної системи.

### Політична система
Перший розділ Конституції закріплював загальні принципи соціалістичного ладу і основні риси розвинутого соціалістичного суспільства.
Стаття 1 оголошувала, що СРСР «є соціалістична загальнонародна держава, яка виражає волю й інтереси робітників, селян, інтелігенції, трудящих усіх націй і народностей країни».
Стаття 6 законодавчо закріплювала керівну і спрямовуючу роль КПРС, що була ядром політичної системи СРСР. Законодавчо закріплювалася важлива роль у політичній системі профспілок, комсомолу та інших масових громадських організацій, що було значною відмінністю від попередніх Конституцій: у Конституції 1936 року ВКП(б) була «керівним ядром усіх організацій трудящих, як громадських, так і державних» (ст. 126), а в Конституції 1924 року не згадувалася зовсім.
Про можливість існування інших партій в Конституції нічого не говорилося; Конституція визнавала лише право громадян «об'єднуватися в громадські організації» (ст. 51).
- У 1990 році були прийняті значні поправки до Конституції 1977 року, зокрема, вводиться багатопартійна політична система[9]. Водночас нова редакція статті 6 зберігала згадку про КПРС, що дозволяє характеризувати встановлений політичний лад як систему з домінуючою партією.

### Економічна система
У розділі 2, Стаття 10 зафіксувала, що основу економічної системи СРСР становить соціалістична власність на засоби виробництва, що існує в двох формах: державна (загальнонародна) і колгоспно-кооперативна.
14 березня 1990 стаття 10 була викладена в новій редакції, відповідно до якої основою економічної системи СРСР були оголошені власність радянських громадян і державна власність.
Стаття 16 закріплювала принцип державного планування економіки, разом з тим передбачала поєднання централізованого управління з господарською самостійністю й ініціативою підприємств, використання господарського розрахунку, прибутку, собівартості та інших економічних важелів і стимулів.

### Органи влади
У новій Конституції був введений новий Розділ IV — «Ради народних депутатів і порядок їх обрання», де була закріплена вся система Рад, збільшений термін повноважень Верховних Рад з 4 до 5 років, місцевих Рад — з 2 до 2,5 років. Згодом (в 1988 році) було встановлено єдиний термін для всіх Рад — 5 років.
Закріплювався також вже існуючий у колишньої Конституції принцип загального, рівного, прямого виборчого права при таємному голосуванні. При цьому, згідно зі статтею 96, був знижений вік пасивного виборчого права в Ради до 18 років, до Верховної Ради СРСР — до 21 року (раніше — 23 роки).
Розділ V закріплював положення про вищі державні органи влади — Верховну Раду і раду Міністрів СРСР. У розділі VI були позначені органи влади союзних і автономних республік, де вищими державними органами влади були місцеві Верховні Ради і Ради Міністрів.

### Державний устрій
Розділ III визначав національний і державний устрій Союзу, а також, як і всі попередні Конституції СРСР, закріплював право республік Союзу на вільний вихід зі складу СРСР. Дане положення відіграло помітну роль у розпаді СРСР в 1991 році.[джерело?]

## Еволюція конституції
За час дії Конституції поправки в неї вносилися 7 разів (2 зміни в один день).
24 червня 1981 року були внесені поправки до статті 132, згідно з якою до складу Президії Ради Міністрів СРСР могли входити за рішенням Ради Міністрів СРСР і інші члени Уряду СРСР.
1 грудня 1988 року були внесені поправки відразу в три розділи, що стосуються виборчої системи та заснували З'їзд народних депутатів.
20 грудня 1989 року були внесені поправки в ст. 108, 110, 111, 121, 122 і 130, що стосуються З'їзду народних депутатів, а також до ст. 89, 95–97, 100, 137–139, 143–145 щодо питань виборчої системи.
23 грудня того ж року були внесені поправки в ст. 125, що стосуються конституційного нагляду.
14 березня 1990 року були внесені наймасштабніші поправки до Конституції, згідно з якими скасовувалася однопартійність і керівна роль КПРС, засновувався пост Президента СРСР, вводився інститут приватної власності («власність радянських громадян»).
26 грудня 1990 року були внесені останні поправки до Конституції, що стосуються системи державного управління , через три дні був прийнятий закон про введення їх у дію.

## Конституція про освіту
Стаття 45 говорить про безкоштовність всіх видів освіти, «розвиток заочної і вечірньої освіти», «надання державних стипендій та пільг учням і студентам», «безкоштовної видачі шкільних підручників» і «створення умов для самоосвіти» (в конституції 1936 року всього цього не було).
У той час як в конституції 1936 року говорилося про «навчання в школах рідною мовою» (ст. 121), Конституція 1977 року говорить про «можливість навчання в школі рідною мовою» (ст. 45) — це відображає широко поширену практику «м'якої» русифікації, коли батьки змушені були «добровільно» відправляти дітей у російськомовні школи, а не в національні, мережі яких різко скорочувались, а вчителі, які викладали російською мовою, отримували фінансове заохочення.[джерело?]

## Інші нововведення
У порівнянні з конституцією 1936 р. з'явилися, зокрема, такі статті:
- Стаття 42. Громадяни СРСР мають право на охорону здоров'я. …
- Стаття 44. Громадяни СРСР мають право на житло. …
- Стаття 46. Громадяни СРСР мають право на користування досягненнями культури. …
- Стаття 47. Громадянам СРСР … гарантується свобода наукової, технічної та художньої творчості. … Права авторів, винахідників і раціоналізаторів охороняються державою.
- Стаття 66. Громадяни СРСР зобов'язані піклуватися про виховання дітей … Діти зобов'язані піклуватися про батьків і надавати їм допомогу.
- Стаття 67. Громадяни СРСР зобов'язані берегти природу, охороняти її багатства.
- Стаття 68. Турбота про збереження історичних пам'яток та інших культурних цінностей — обов'язок громадян СРСР.
- Стаття 69. Інтернаціональний обов'язок громадянина СРСР — сприяти розвиткові дружби і співробітництва з народами інших країн, підтриманню і зміцненню загального миру[19].